# Frun tillhanda
Frun tillhanda är en svensk komedifilm från 1939 i regi av Gunnar Olsson.

## Handling
Ingrid Eriksson läser sociologi och beslutar sig för att studera hembiträdesfrågan. Hon tar anställning hos familjen Willman.

## Om filmen
Filmen hade premiär den 25 september 1939 på biograf Saga i Stockholm. Inspelningen skedde i Europa Studio i Sundbyberg med exteriörer från olika platser i Stockholm av Harald Berglund. För filmidén stod Sölve Cederstrand och för dialogbearbetningen Kar de Mumma.
Frun tillhanda har visats vid ett flertal tillfällen i SVT, bland annat 1988, 1992, 1996, 1999, i augusti 2020, i juni 2022 och i juli 2024.

## Rollista i urval
- Britta Brunius – Ingrid Eriksson, fil. kand.
- Karl-Arne Holmsten – Åke Willman
- Rut Holm – Ester, familjen Willmans kokerska
- Anders Henrikson – Nisse Granlund, Esters fästman
- Dagmar Ebbesen – Hanna, familjen Stenborgs hembiträde
- Gerda Björne – Hedvig Willman, Åkes mor
- Hugo Björne – John Willman, Åkes far, byråchef
- Kaj Hjelm – Nils Willman, Åkes bror
- Marianne Aminoff – Eva
- Björn Berglund – Werner, Åkes kamrat
- Signe Wirff – fröken Sundberg, föreståndarinna på Hembiträdesföreningens hem
- Carin Swenson – Pettersson, hembiträde
- Maja Håge – sångerska på dansrestaurangen
- Anna-Lisa Fröberg – assistent på förmedlingen för husligt arbete

## Musik i filmen
- Titel Sjungom studentens lyckliga dag (Studentsång), kompositör Prins Gustaf, text Herman Sätherberg
- När de' ä' månsken (När det är månsken), kompositör och text Roni, sång Maja Håge
- Swinging Around, kompositör Thore Jederby, instrumental
- Han hade seglat för om masten, musikbearbetning sången Comrades 1887 Felix McGlennon, svensk textbearbetning Carl-Gustaf, framförs på munspel av Kaj Hjelm medan Rut Holm nynnar
- Kungliga Svea Livgardes paradmarsch (Fest Marsch), kompositör Wilhelm Körner, instrumental
- Der Bettelstudent (Tiggarstudenten), kompositör Carl Millöcker, tysk text 1882 Friedrich Zell och Richard Genée svensk text 1883 Ernst Wallmark, framförs instrumentalt
- Riddarna kring Runda Bordet, musikarrangör Erik Erling, text Svante Nilsson, sång Carl-Axel Hallgren
- Den vackraste visan om kärleken, kompositör Lille Bror Söderlundh, text Ture Nerman, framförs på gitarr med sång av Lille Bror Söderlundh
- Koster-Valsen, kompositör David Hellström, text Göran Svenning, instrumental
- När skönheten kom till byn, kompositör Lille Bror Söderlundh, text Nils Ferlin, framförs på gitarr med sång av Lille Bror Söderlundh
- Svarta Rudolf, kompositör Robert Norrby, text Erik Axel Karlfeldt, instrumental
- En sjöman älskar havets våg, text Ossian Limborg, instrumental
- Cockney Lover. ur Cockney Suite, kompositör Albert W. Ketèlbey, instrumental
- Vi och våra båtar, kompositör och text Lasse Dahlqvist, sång Anders Henrikson

## DVD
Filmen gavs ut på DVD 2016.